# 大河原駅 (京都府)
大河原駅（おおかわらえき）は、京都府相楽郡南山城村大字北大河原小字欠ヶ原にある、西日本旅客鉄道（JR西日本）関西本線の駅。

## 歴史

### 年表
- 1897年（明治30年）11月11日：関西鉄道の路線として、上野駅（現在の伊賀上野駅） - 加茂駅間が開通した際に、同社の駅（一般駅）として開業[3]。
- 1907年（明治40年）10月1日：関西鉄道が国有化[3]。官営鉄道の駅となる。
- 1909年（明治42年）10月12日：線路名称制定により、関西本線の所属となる[4]。
- 1953年（昭和28年）8月15日：南山城水害で駅舎が流失[5]。玉水駅も同様。
- 1954年（昭和29年）3月31日：駅舎再建[6]。
- 1970年（昭和45年）8月1日：貨物営業廃止（旅客駅となる）[3]。
- 1983年（昭和58年）5月1日：荷物扱い廃止[7]、駅員無配置駅となる[8]。
- 1987年（昭和62年）4月1日：国鉄分割民営化により、西日本旅客鉄道の駅となる[3]。
- 2021年（令和3年）
  - 3月13日：ICカード「ICOCA」の利用が可能となる[9]。
  - 7月1日：亀山鉄道部を廃止。乗務員区所はかめやま運転区に、車両基地は吹田総合車両所京都支所亀山派出所に、輸送指令は亀山指令所にそれぞれ改組。

### 鉄道唱歌
鉄道唱歌第5集（関西・参宮・南海篇）（1900年（明治33年）、大和田建樹作詞）11番の歌詞にて、大河原駅と笠置駅の間にある木津川橋梁が登場する。
水をはなれて六丈の　高さをわたる鐵の橋　すぐればここぞ大河原　河原の岩のけしきよさ
現在では、駅付近の木津川の河原に岩は見当たらない。

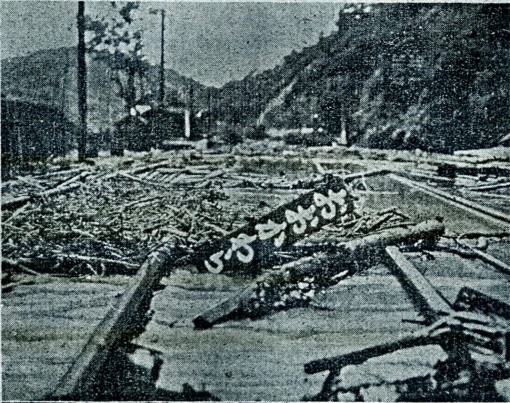
土砂と流木に埋もれた構内に、駅名標だけが残っていた（1953年8月15日）
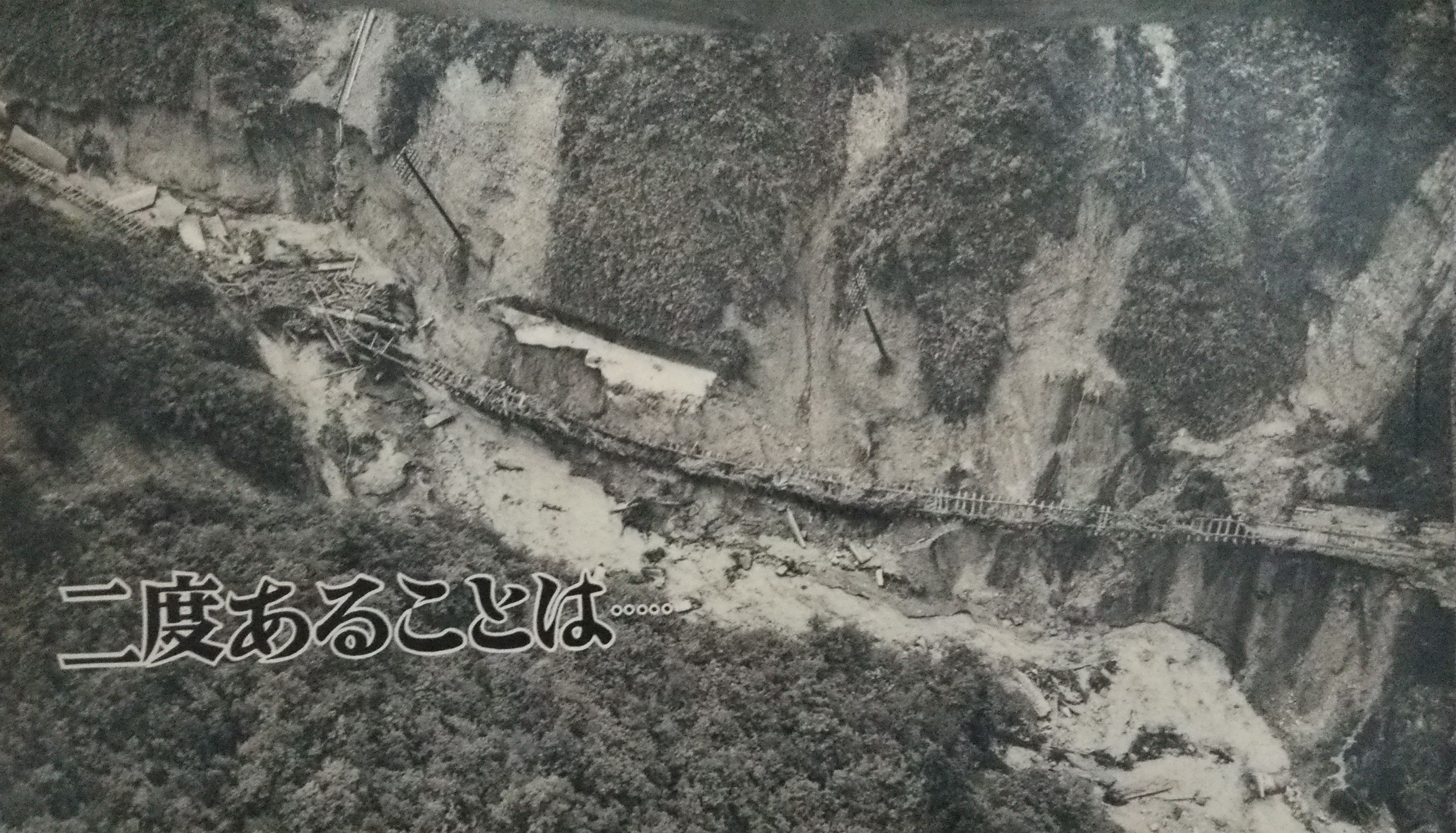
崩落した線路（同日。『アサヒグラフ』 1953年9月2日号より）

## 駅構造

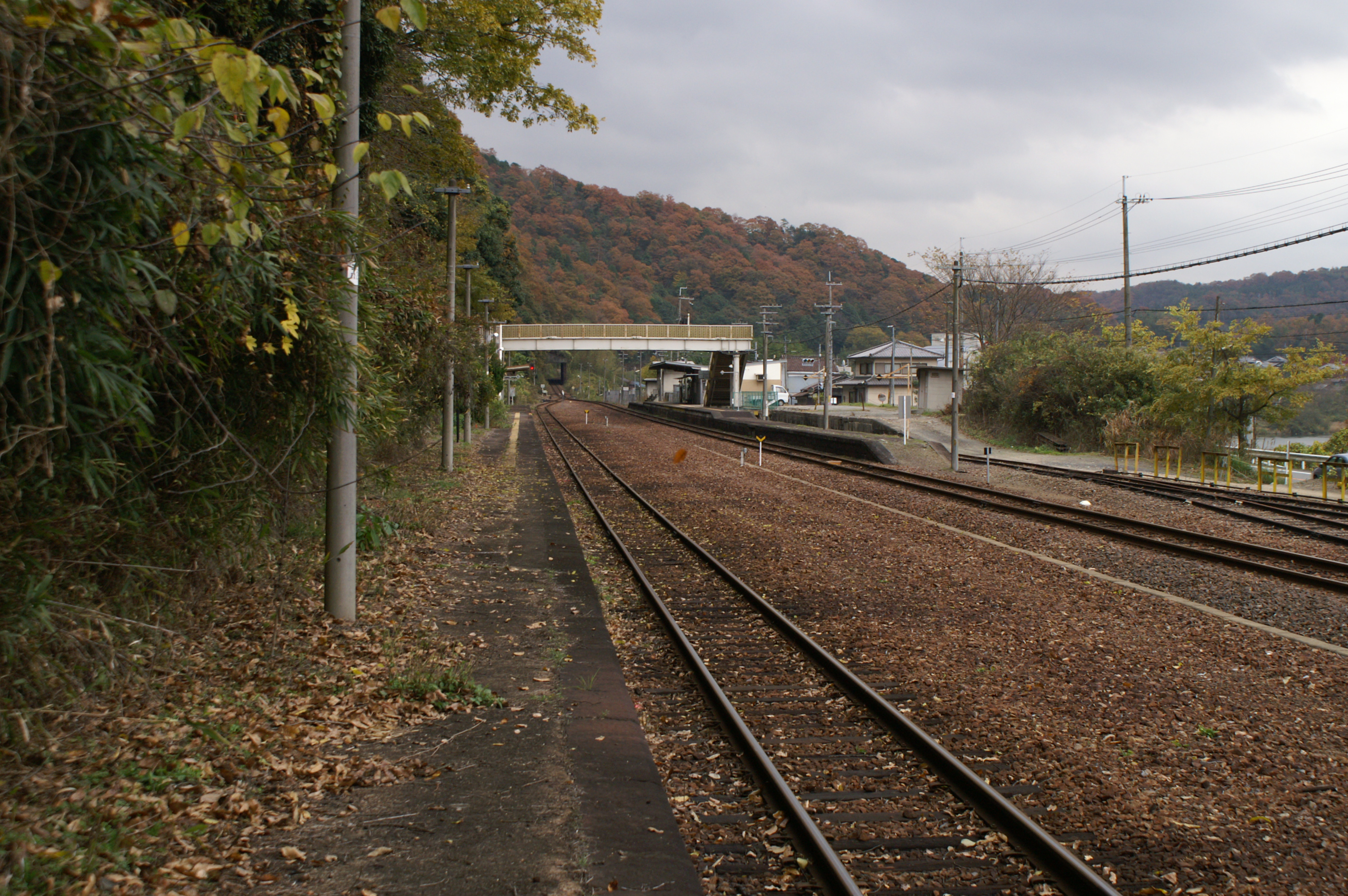
構内（2006年11月、右端の線路は旧貨物側線（※保線車の引き込み線に転用））

相対式ホーム2面2線を持つ交換可能駅で地上駅。場内・出発の各信号機とも一方向のみの設置のため、逆線入線はできない。駅舎は加茂方面行ホーム側にあり、亀山方面行ホームへは無蓋の跨線橋にて連絡している。
自動券売機は設置されていない。

### のりば
| ホーム | 路線     | 方向 | 行先           |
| ------ | -------- | ---- | -------------- |
| 駅舎側 | 関西本線 | 下り | 加茂・奈良方面 |
| 反対側 | 関西本線 | 上り | 柘植・亀山方面 |

※案内上ののりば番号は割り当てられていない。

## 利用状況
JR西日本の移動等円滑化取組報告書によれば、2023年度の1日当たりの利用者数は70人。京都府統計書によると、1日平均乗車人員は以下の通りである。関西本線で最も利用者の少ない駅である。
| 年度   | 一日平均 乗車人員 |
| ------ | ----------------- |
| 1999年 | 244               |
| 2000年 | 222               |
| 2001年 | 211               |
| 2002年 | 200               |
| 2003年 | 121               |
| 2004年 | 110               |
| 2005年 | 104               |
| 2006年 | 104               |
| 2007年 | 99                |
| 2008年 | 93                |
| 2009年 | 77                |
| 2010年 | 66                |
| 2011年 | 66                |
| 2012年 | 71                |
| 2013年 | 68                |
| 2014年 | 63                |
| 2015年 | 63                |
| 2016年 | 60                |
| 2017年 | 52                |
| 2018年 | 44                |
| 2019年 | 38                |

## 駅周辺
駅前を京都府道82号線が通り、その府道に沿って木津川が流れる。旧大和街道はその対岸を通っており、対岸とは沈下橋の恋路橋で結ばれている。駅東側には村役場・文化会館（やまなみホール）・郵便局・農産物直売所がある。駅から西へ進むと笠置町運動公園に至るが、同運動公園は駅からやや離れた所にある。
- 南山城村役場[1]
- 南山城村農林産物直売所
- 南山城郵便局
- やまなみホール[1]
- 真輪院[11]
- リバーアドベンチャークラブ 大河原カヌーハウス
- 国道163号（北大河原バイパス）[注釈 1][12]
- 京都府道82号上野南山城線[注釈 2]
- 旧大和街道
- 相楽東部広域バス「大河原駅」停留所[13] - やまなみ交通「村タク」（デマンドタクシー）[14]も経由
- 木津川
  - 恋路橋（大河原潜没橋）[15]
  - 戀志谷神社[16]

## 隣の駅
西日本旅客鉄道（JR西日本）
 関西本線
月ケ瀬口駅 - 大河原駅 - 笠置駅